# Chiesa di San Benedetto Abate (Limone sul Garda)
La chiesa di San Benedetto Abate è la parrocchiale di Limone sul Garda, in provincia e diocesi di Brescia; fa parte della zona pastorale dell'Alto Garda.

## Storia

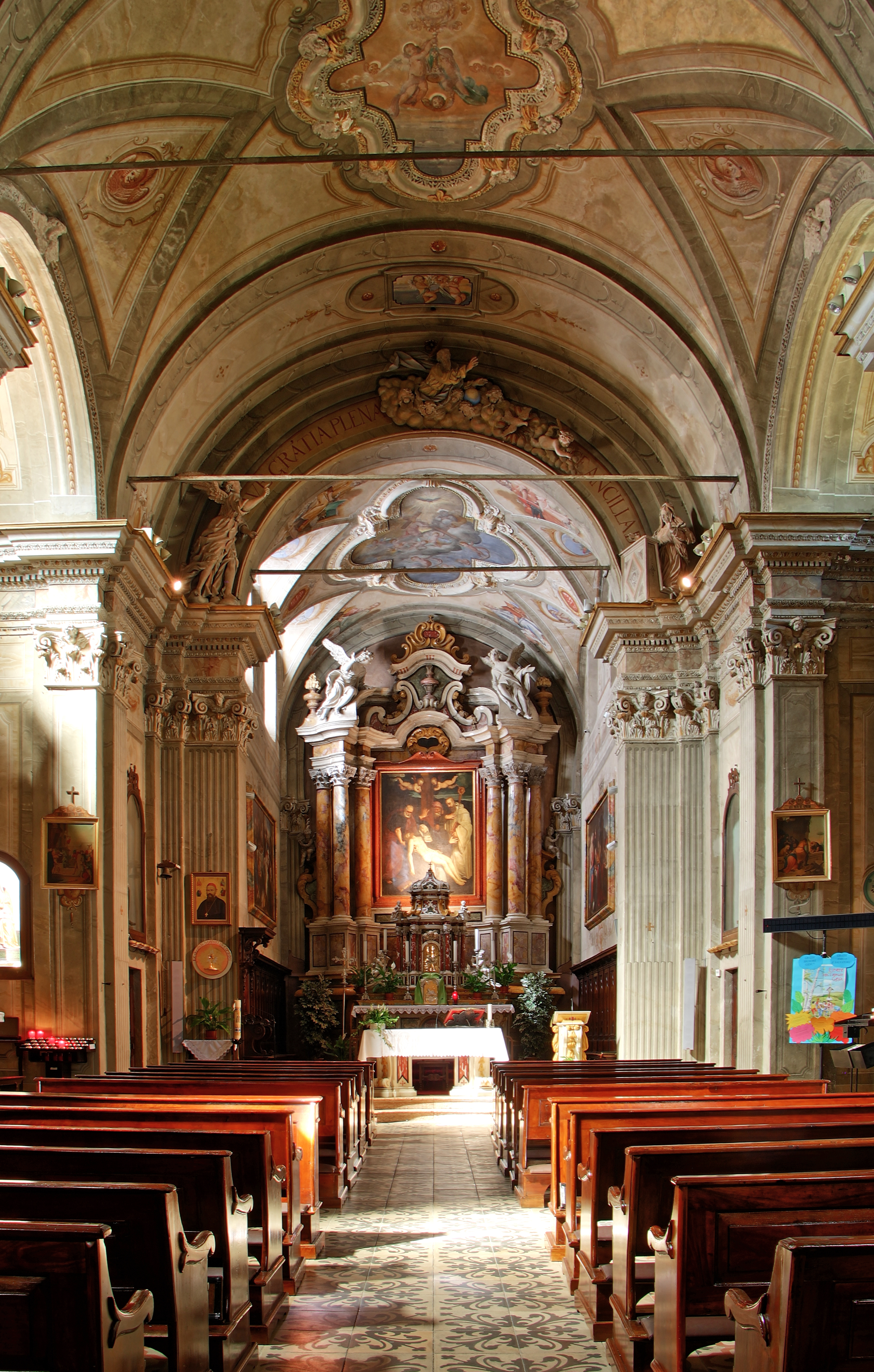
Interno con l'altar maggiore di Cristoforo Benedetti

La primitiva chiesa di Limone fu eretta probabilmente nel X secolo ed era filiale della pieve di Tremosine, dalla quale si affrancò il 18 settembre 1532 diventando parrocchia autonoma. La chiesa fu restaurata nel XVII secolo, ma, alla fine di quel secolo, era diventata troppo piccola per soddisfare le esigenze della popolazione e si decise di edificare una nuova. L'attuale parrocchiale venne costruita tra il 1685 ed il 1690 su progetto di Andrea Pernici da Como e, nel Settecento, fu edificato il campanile. Nel 1719 venne realizzato da Cristoforo Benedetti l'altar maggiore, completato dal figlio Teodoro e benedetto il 3 marzo 1724. La pala dell'altar maggiore è invece di Battista del Moro del 1547 e mostra la deposizione di Gesù. Nel 1734 venne rifatto il pavimento, nel 1831 collocato il nuovo organo e, l'11 ottobre 1879, consacrata la chiesa dal vescovo Daniele Comboni. La parrocchiale fu restaurata nel 1907, decorata nel 1947 e, infine, ristrutturata nel 2003.